# Attentat de l'aéroport d'Ankara Esenboğa
L'attentat de l'aéroport d'Ankara Esenboğa est une attaque survenue le 7 août 1982 à l'aéroport d'Ankara Esenboğa, à 28 kilomètres au nord-est d'Ankara, la capitale de la Turquie. L'attaque est perpétrée par l'Armée secrète arménienne de libération de l'Arménie (ASALA),. Neuf personnes sont tuées et 72 blessées lors de l'attaque.

## Attaque
L'attaque est menée par Zohrab Sarkissian et Levon Ekmekjian, qui font exploser une bombe au milieu de la zone d'enregistrement bondée de l'aéroport Esenboğa d'Ankara, puis ouvrent le feu avec des mitraillettes sur les agents de contrôle des passeports et les passagers faisant la queue pour un vol KLM. Les témoins déclarent que l'un des auteurs continue à tirer sur les passagers en fuite tout en criant : "Plus d'un million d'entre nous sont morts, qu'importe si 25 d'entre vous meurent ?".
Les hommes armés s'enfuient ensuite dans la cafétéria, où ils prennent 20 personnes en otage. Les forces de sécurité interviennent rapidement dans la cafétéria, tuant Sarkissian et blessant Ekmekjian qui est ensuite arrêté.

## Victimes
Neuf personnes sont tuées et 72 blessées au cours de l'attaque et de la fusillade de deux heures qui suit. Les personnes décédées sont trois policiers turcs, trois passagers turcs, un employé de l'aéroport turc, une américaine et un ingénieur ouest-allemand.
| Pays                 | Victimes |
| -------------------- | -------- |
| Turquie              | 7        |
| Allemagne de l'Ouest | 1        |
| États-Unis           | 1        |
| Total                | 9        |

## Revendication
L'Armée secrète arménienne de libération de l'Arménie revendique la responsabilité de l'attaque dans un appel téléphonique et un communiqué remis au bureau de l'Associated Press à Beyrouth et déclare qu'il s'agit d'une protestation contre "l'occupation fasciste turque de notre terre". Le communiqué de l'ASALA indique que la responsabilité des "victimes innocentes" de l'attaque de l'aéroport d'Ankara repose "sur les épaules des ennemis des peuples pacifiques: le gouvernement turc, l'OTAN et les États-Unis". Ils mettent également en garde contre de nouvelles attaques dans divers pays occidentaux à moins que 85 arméniens emprisonnés dans ces pays ne soient libérés dans les sept jours suivant la déclaration.

## Assaillants

### Zohrab Sarkissian
Zohrab Sarkissian, né en 1958, est un membre arménien de l'ASALA et co-auteur de l'attaque contre l'aéroport international d'Esenboğa. Il est tué par la police turque lors de l'attentat.
Un enterrement commémoratif pour Sarkissian a lieu à Erablur, près d'Erevan, en Arménie, dans un panthéon pour les combattants de l'ASALA décédés.

### Levon Ekmekjian

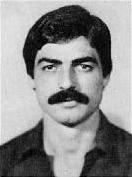
Levon Ekmekjian

Levon Ekmekjian est un membre arménien du Liban de l'ASALA. Il est né en 1958 à Bourj Hammoud, un quartier arménien de Beyrouth, au Liban. Il est co-auteur de l'attentat de l'ASALA contre l'aéroport international d'Esenboğa. Il est grièvement blessé par la police turque au cours de l'opération et est capturé vivant.
Lorsque Levon Ekmekjian est informé par la police turque qu'ils ont tué neuf personnes et en ont blessé 72 autres, il crie furieusement : "Ce n'était pas assez !".
Après plusieurs mois de torture, Ekmekjian est jugé au cours d'un procès diffusé en direct en Turquie. Il s'exprime en arménien pendant l'audience, puis est traduit en turc.
Lors du procès devant la cour martiale d'Ankara, Ekmekjian déclare: "Je suis venu ici motivé par une croyance. Cependant, après cet incident, je comprends à quel point cette croyance était ridicule et erronée.".
Il est reconnu coupable d'avoir mené une action armée dans le but de séparer tout ou partie du territoire de l'État et de le placer sous la souveraineté d'un autre État et condamné à mort le 7 septembre 1982.
En prison, Ekmekjian écrit une lettre dans laquelle il exprime ses remords d'avoir tué des innocents et exhorte les autres membres de l'ASALA à renoncer à la violence,.
Son appel de la peine est rejeté et il est pendu le 29 janvier 1983,. Il est l'une des dernières personnes à être exécutée avant l'abolition de la peine capitale en Turquie.
De nombreuses manifestations d'Arméniens ont lieu pour protester contre la condamnation d'Ekmekjian en Turquie. La poétesse arménienne Sylva Kapoutikian écrit un poème intitulé "Requiem nocturne" (en arménien ճիշերային ռեքվիեմ) en sa mémoire. Le poème est publié dans le périodique littéraire arménien Garoun en novembre 1987.
En 2013, Hampartsum Ekmekjian, le frère du terroriste exécuté, présente une demande aux autorités turques pour autoriser la libération du corps de Levon car la famille souhaite un enterrement religieux chrétien pour lui. En janvier 2016, la demande est approuvée. L'emplacement non marqué du cadavre dans le cimetière Cebeci d'Ankara est confirmé et le corps est ensuite exhumé et envoyé par avion en France pour une réinhumation 33 ans après son exécution. La famille fait tester les os dans un institut médico-légale à Paris. Les résultats des tests révèlent que les os appartiennent à "une femme âgée de 55 à 60 ans mesurant entre 145 et 150 centimètres, et à certains animaux".

## Réactions
Le président Kenan Evren publie un décret pour l'élimination de l'ASALA, tandis que le Premier ministre Bülend Ulusu condamne l'attaque.
Le patriarche arménien d'Istanbul condamne l'attaque par une déclaration.
Artin Penik, un arménien de Turquie, s'immole par le feu en signe de protestation contre cet attentat le 10 août 1982 sur la place Taksim à Istanbul,,,.